# هوارد والتر
هوارد والتر (بالإنجليزية: Howard Walter)‏ هو كاتب ترانيم أمريكي، ولد في 19 أغسطس 1883 في جزيرة نيو بريتين في بابوا غينيا الجديدة، وتوفي في 1 نوفمبر 1918.

## وصلات خارجية
- هوارد والتر على موقع ميوزك برينز (الإنجليزية)